# Orlando Saña Suárez
Orlando Saña Suárez (l'Hospitalet Llobregat, 24 d'agost de 1956) és un exjugador de tennis de taula català.
Membre del Club de 7 a 9, guanyà set Campionats d'Espanya per equips (1974, 1975, 1976, 1979, 1982, 1984) i deu títols de Lliga espanyola (1973, 1974, 1975, 1976, 1977, 1978, 1980, 1982, 1983, 1984). També aconseguí dos subcampionats d'Espanya en individual (1976, 1977) i es proclamà campió estatal en set ocasions, tres en dobles (1973, 1974, 1977, fent parella amb Robert Navarro) i quatre en dobles mixtos (1973, 1974, 1977, 1979). A nivell provincial, guanyà tres campionats de Barcelona, una en dobles (1976) i dos en dobles mixtos (1975, 1977). Internacional amb la selecció espanyol en trenta-vuit ocasions, participà en dos Campionats d'Europa (1974, 1976). Entre d'altres reconeixements, rebé la medalla de bronze de la Reial Federació Espanyola de Tennis de Taula (1992).